# Чилая Георгій Леонідович
Георгій Леонідович Чилая (нар. 26 червня 1957, Сталінірі, Грузинська РСР) — радянський грузинський футболіст, захисник. Майстер спорту СРСР міжнародного класу (1981).

## Життєпис
Вихованець футбольної школи «Юний динамівець» (Тбілісі). У 1975 році почав виступати за дубль тбіліського «Динамо». У чемпіонаті СРСР дебютував 11 жовтня 1976 року — в домашньому матчі проти ворошиловградської «Зорі» (3:0), замінивши на 67-й хвилині замість Віталія Дараселія. Гравцем основного складу не був — у 1976-1981 роках провів у чемпіонаті 50 матчів. У 1982-1983 роках зіграв за Торпедо (Кутаїсі) 49 ігор. У 1984 році повернувся в «Динамо», провів у чемпіонаті два поєдинки. Завершив кар'єру в 1985 році в «Торпедо» — 28 поєдинків, 4 м'ячі.
Срібний призер Спартакіади народів СРСР 1979 року в складі збірної Грузинської РСР..
У фіналі Кубку СРСР 1980 року проти донецького «Шахтаря» (1:2) відзначився голом. У переможному для «Динамо» Кубку володарів кубків 1980/81 зіграв три матчі, відзначився одним голом.
По завершенні футбольної кар'єри займався бізнесом у Москві, потім повернувся в Тбілісі.